# Sciophila mazumbaiensis
Sciophila mazumbaiensis är en tvåvingeart som beskrevs av Soli 1997. Sciophila mazumbaiensis ingår i släktet Sciophila och familjen svampmyggor. Inga underarter finns listade i Catalogue of Life.